# 천생연분 (1996년 드라마)
《천생연분》은 1996년 10월 11일에 방영한 MBC 베스트극장이다.

## 줄거리
소영은 결혼은 싫지만 아이를 갖고 싶어하고, 지환과 애당초 결혼은 생각지도 않고 적당히 즐길 데이트 상대를 원한다. 두 사람은 친구 부부로부터 소개받아 부담없이 만나게 된다. 어느 날 지환은 경수 부부로부터 소영이 아이를 낳았고, 그 아이가 자신을 빼박았다는 말을 듣게 된다.

## 등장 인물

### 주요 인물
- 남성진 : 지환 역
- 이민영 : 소영 역

### 주변 인물
- 정명환 : 경수 역
- 김지영 : 용숙 역
- 김영옥
- 김동주

### 그 외 인물
- 방양희
- 김시아
- 권현영
- 이문향